# Mačkovec, Trebnje
Mačkovec je naselje v občini Trebnje.
Mačkovec je najsevernejše gručasto naselje v krajevni skupnosti Šentlovrenc v hriboviti legi na pomolu med dvema dolinama. Polja so v rodovitni dolini, kjer je pozimi pogosta megla in na rebri, kjer je tudi nekaj vinogradov. Nad vasjo proti Zagorici je občasni studenec Kodeljevec in stalen obzidan studenec brez imena. Kraj se prvič omenja leta 1138 kot last stiškega samostana.